# Brisbane Broncos
Die Brisbane Broncos sind eine professionelle Rugby-League-Mannschaft aus Brisbane, Australien. Die Broncos spielen in der 1998 gegründeten, populären australischen National Rugby League (NRL). Dort gelten sie als eines der beliebtesten Teams und haben regelmäßig den höchsten Zuschauerschnitt.

## Geschichte

### Die 1980er

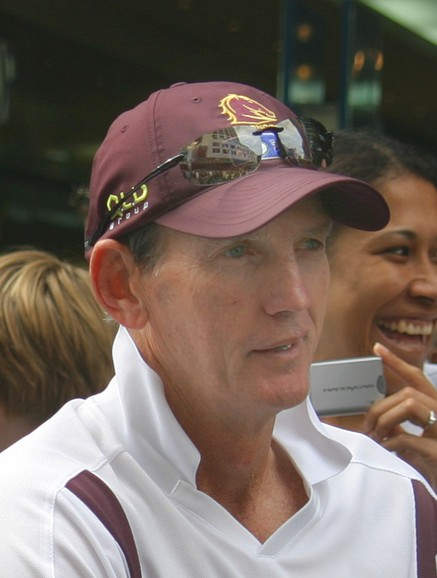
Wayne Bennett 2006. Bennett kam im Gründungsjahr 1988 zu den Broncos und trainierte die Mannschaft insgesamt 20 Jahre

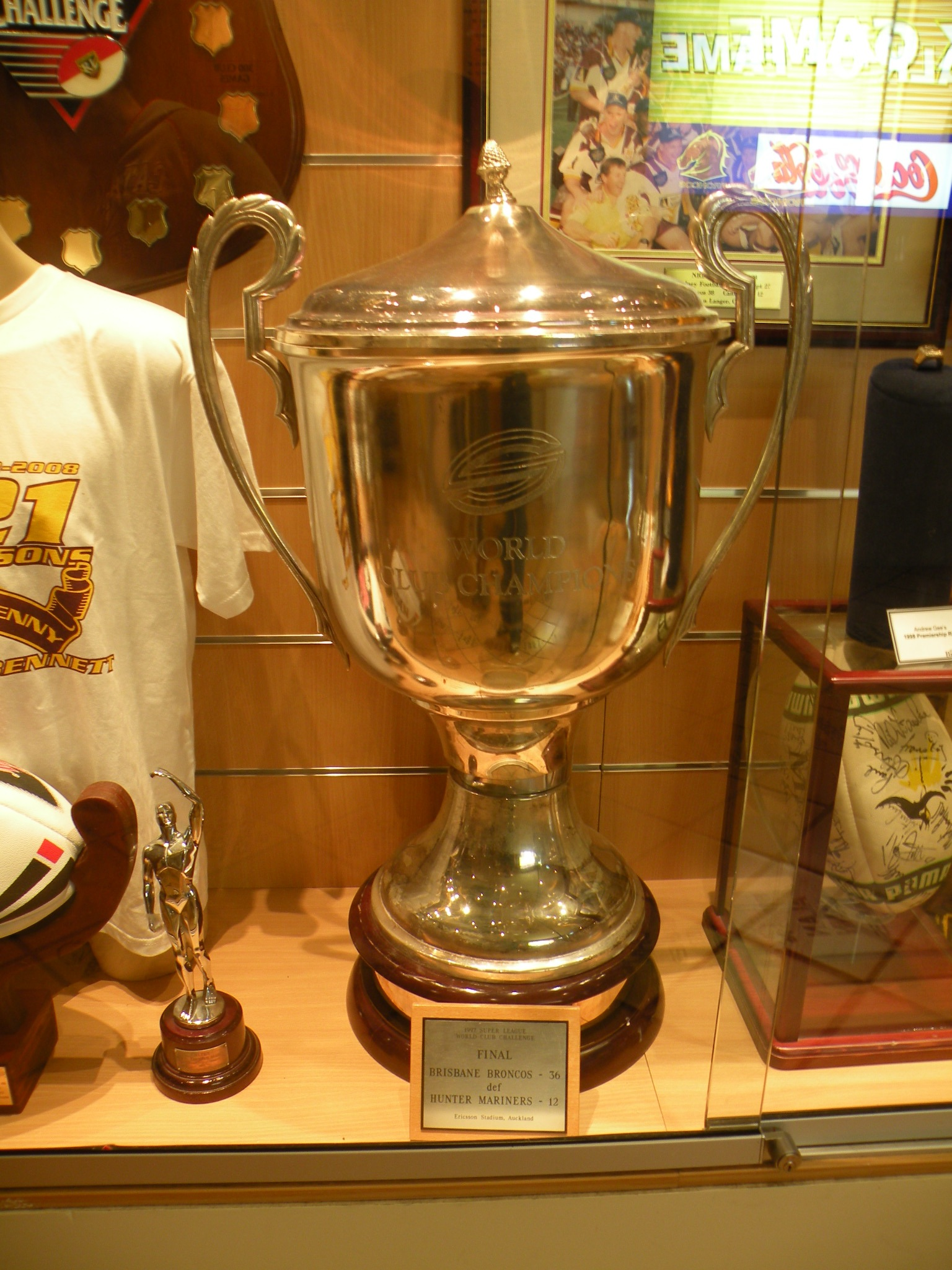
1992 gewannen die Broncos als erstes australisches Team die offizielle World Club Challenge

Seit 1909 wurde in Brisbane Rugby League betrieben. Mit der Brisbane Rugby League premiership gab es eine stadtinterne Meisterschaft, die dem Rugby-League-Verband des Bundesstaates Queensland, Queensland Rugby League (QRL) angehörte. Mitte der 1980er Jahre gab die New South Wales Rugby Football League premiership (NSWRL) bekannt, im Rahmen einer Erweiterung zukünftig auch ein Team aus Brisbane in den Wettbewerb aufzunehmen. Die NSWRL war ein landesweit populärer Vereinswettbewerb und so begann in Brisbane der Wettstreit um die NSWRL-Lizenz. Verschiedene Gebote gingen bei der QRL ein und die Lizenzvergabe war hart umkämpft. Schließlich entschied sich die QRL für das Angebot von Barry Maranta und Paul Morgan. Die beiden ehemaligen Spieler hatten die Gründung eines auf Profit ausgelegten Rugby-League-Vereins geplant und dem Verband eine 30%ige Beteiligung am Gewinn sowie zwei Sitze in der Vereinsführung angeboten und alle finanziellen Risiken privat übernommen. Der neu gegründete Verein erhielt den Namen Brisbane Broncos und trat der NSWRL in der Saison 1988 bei.
Nach der Gründung des Vereins konnten die Brisbane Broncos viele Top-Spieler aus der QRL unter Vertrag nehmen. Ein Großteil der Queensland-Auswahl Maroons, die jährlich im State of Origin auf die Blues (die Auswahl aus New South Wales) trifft, wechselte zu den Broncos, um Queensland in der NSWRL zu vertreten. Auch der erste Trainer der Broncos war mit Wayne Bennett der amtierende Trainer der Maroons. Das erste Ligaspiel gewannen die Broncos am 6. März 1988 gegen die Manly-Warringah Sea Eagles mit 44-10. Trotz anschließender sechs Siege in Folge wurde die erste Saison auf dem siebten Tabellenplatz beendet.
In ihrer zweiten Spielzeit erreichten die Broncos erstmals die Playoffs, verloren aber dort ihr erstes Spiel und beendeten die Saison als Sechster.

### Die 1990er
In der Saison 1990 konnten sich die Brisbane Broncos nochmals verbessern. Sie beendeten die reguläre Saison auf dem zweiten Tabellenplatz und qualifizierten sich somit für die Finalrunde. Im Halbfinale unterlagen sie dem späteren Meister Canberra Raiders mit 30-2 und beendeten die Saison somit als Dritter. Nach einem siebten Tabellenplatz in der Saison 1991, führten die Broncos die Tabelle ein Jahr später lange Zeit an und standen auch nach dem letzten Spieltag mit 6 Punkten Vorsprung an erster Position (minor premiership). In der Finalrunde konnten sich die Broncos bis ins Grand Final durchsetzen, wo sie die St. George Dragons mit 28-8 besiegten und den Winfield Cup zum ersten Mal nach Queensland holten. Der Triumph wurde sogar noch gesteigert, als die Broncos daraufhin die World Club Challenge gegen die favorisierten Wigan Warriors aus England gewannen.
Ab der Saison 1993 trug die Mannschaft ihre Heimspiele im ehemaligen ANZ Stadium im Süden Brisbanes aus. Nach dem überwältigenden Erfolg der vorangegangenen Spielzeit begann die Saison 1993 schwächer und es reichte am Ende nur für den fünften Platz der Tabelle. Dennoch konnten sich die Broncos in der Finalrunde bis ins Grand Final durchsetzen und trafen dort erneut auf die Dragons. Mit einem 14:6-Erfolg konnten sie ihren Titel verteidigen und waren damit die erste Mannschaft im australischen Rugby-League-Sport, die als Tabellenfünfter den Titel gewinnen konnte. Der sportliche Erfolg konnte 1994 nicht fortgesetzt werden. Die Mannschaft enttäuschte in der Liga und verlor auch die World Club Challenge gegen Wigan. Am Ende reichte es auch in der Liga nicht für die Finalrunde.
Vor der Saison 1995 zogen die Broncos gegen die NSWRL vor Gericht. Streitgegenstand war das Salary Cap. Die Auseinandersetzung mündete im sogenannten Super League War in dem es um die Vermarktung, TV-Übertragung und Vorherrschaft im australischen Rugby-League-Sport ging. Die NSWRL hieß von nun an Australian Rugby League (ARL) und wurde vom nationalen Rugby-League-Dachverband Australian Rugby League getragen. In den ersten beiden Spielzeiten der ARL konnten sich die Broncos jeweils für die Finalrunde qualifizieren, schafften es aber nicht bis ins Grand Final. 1996 reichte dabei nicht einmal Tabellenplatz zwei. Stattdessen verloren die Broncos 1995 und 1966 zusammengenommen fünf Finalrundenspiele in Folge.
Der Super League War führte 1996 zur Neugründung der Super League (SL), der die Broncos als eines der ersten Teams beitraten. 1997 wurden SL und ARL parallel ausgetragen und Australien erlebte ein Jahr mit zwei konkurrierenden Ligen. Die Broncos gewannen die Super League und holten damit bereits ihren dritten Titel, doch der sportliche Erfolg wurde von den organisatorischen Auseinandersetzungen begleitet. 1998 kam es dann zur Einigung. Die SL und die ARL wurden zur National Rugby League (NRL) zusammengefasst und die Brisbane Broncos waren eines der 14 Teams, die in der Saison 1998 in der NRL an den Start gingen.
Die Broncos gewannen ihre ersten fünf Spiele und schlossen die Saison auch als Tabellenführer ab. Sie waren damit die ersten Minor Premiers der NRL. In der Finalrunde qualifizierten sie sich für das erste NRL Grand Final und konnten nach einem Rückstand zur Halbzeit das Spiel noch gewinnen. In ihrer zehnten Saison holten die Broncos damit den vierten Titel. Ein Jahr später war allerdings in der Finalrunde Schluss.

### Die 2000er
In der Saison 2000 knüpften die Broncos an ihren sportlichen Erfolg an und konnten den Winfield Cup zum fünften Mal gewinnen. Vor der Spielzeit 2001 wurde Gorden Tallis neuer Kapitain der Mannschaft, die eine sportlich durchwachsene Saison erlebte. Die Broncos verloren sechs Spiele in Folge und stellten damit ihren Negativrekord auf. Sie beendeten die Saison als Fünfter und schieden in der Finalrunde im Preliminary Final aus. Ein Jahr später konnte das Team zwar Platz 3 der Abschlusstabelle erreichen, schied aber erneut im Preliminary Final aus.

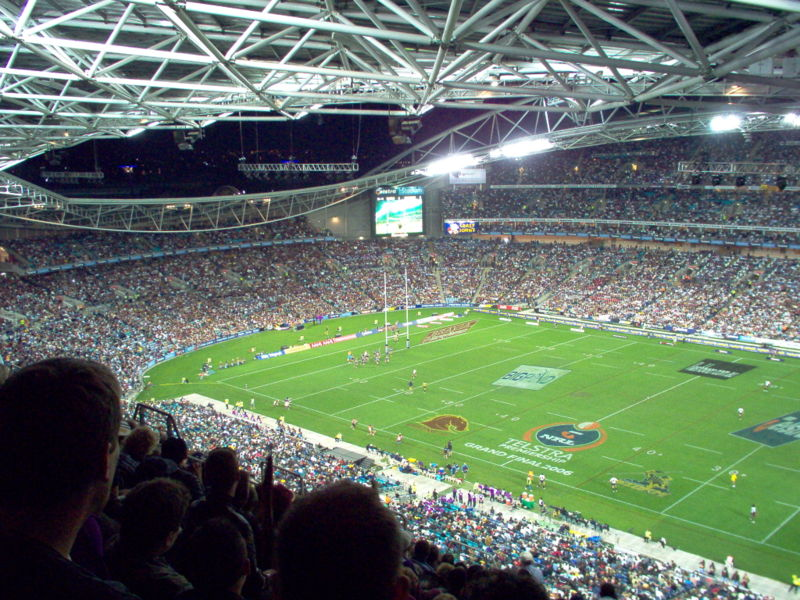
Das Grand Final 2006 im ANZ Stadium

Am 6. Januar 2003 bekam der Verein mit Bruno Cullen einen neuen CEO. Die anschließende Saison war die erste in der Geschichte der Broncos, in der sie mehr Spiele verloren, als gewannen. Am Ende standen sie auf Platz 8 der Tabelle. In der Saison 2004 erreichte die Mannschaft dann wieder die Finalrunde und dort sogar das Halbfinale, wo sie im letzten Spiel unter Kapitain Gorden Tallis erstmals gegen die Cowboys verloren und ausschieden. Tallis’ Nachfolger wurde Darran Lockyer, der bis heute Kapitain der Mannschaft ist. 2005 erreichten die Broncos erneut das Halbfinale und verloren erneut.
Die Saison 2006 verlief etwas unregelmäßig. Nach dem State of Origin 2006 verloren die Broncos mehrere Spiele – ein Phänomen, das seit mehreren Jahren Tradition hatte und mittlerweile „Post-Origin Slump“ genannt wurde. Nach einer Aufholjagd und Siegen gegen die Top-Teams der Saison, erreichte das Team die Finalrunde und konnte sich nach sechs Jahren wieder für das Grand Final qualifizieren. Die Broncos standen zum sechsten Mal im Finale und konnten ihre makellose Bilanz aufrechterhalten. Gegen die Melbourne Storm gelang ein 15-8 und damit der sechste Sieg im sechsten Finale. Am 7. Dezember 2006 wurden die Aspley Broncos das neue Farmteam der Broncos, nachdem sich das vorherige Farmteam aus finanziellen Gründen zurückgezogen hatte.
2007 begann mit einer Niederlage im World Club Challenge gegen den englischen St Helens RLFC, und auch die ersten drei Spiele der NRL-Saison gingen verloren. Die Saison verlief weiterhin schlecht für die Broncos und nach 11 Spieltagen waren sie Tabellenletzter. Aufgrund einer kurzen Siegesserie konnte die Mannschaft die Saison noch auf Platz 8 beenden und so zum 16. Mal in Folge die Qualifikation für die Finalrunde feiern. Dort trafen die Broncos im 500. Spiel der Vereinsgeschichte auf den Vorjahresfinalgegner aus Melbourne, blieben jedoch chancenlos und verloren mit 40-0. Die enttäuschende Saison wurde am 9. Oktober 2007 um einen Tiefpunkt erweitert, als die Verträge mit Ian Lacey und John Te Reo aufgelöst wurden, nachdem die beiden Broncos-Spieler unter Alkoholeinfluss einen Mann angegriffen und schwer verletzt hatten.
Die Saison 2008 begann trotz allem mit einer Serie von Siegen und der mehrwöchigen Tabellenführung. Nach dem letzten Spieltag war mit dem fünften Tabellenplatz erneut die Finalrundenteilnahme sicher. Durch einen Sieg im ersten Finalrundenspiel, konnten sich die Broncos für das Halbfinale qualifizieren, wo sie erneut an den Melbourne Storm scheiterten. Der Abschluss der Saison wurde darüber hinaus vom ersten Trainerwechsel der Vereinsgeschichte geprägt. Wayne Bennett verließ die Brisbane Broncos nach 20 Jahren als Cheftrainer. Sein Nachfolger war Ivan Henjak, ein ehemaliger Assistent Bennetts.
Mit dem neuen Trainer verlief die Saison 2009 ähnlich der vorherigen. Nach Tabellenplatz sechs am Ende der Spielzeit und zwei Siegen in der Finalrunde, war erneut im Halbfinale gegen die Melbourne Storm Schluss. Ein Jahr später wurde den Melbourne Storm nachgewiesen, in den vergangenen fünf Jahren systematisch gegen das Salary Cap der NRL verstoßen zu haben. Dem Team, das die Broncos drei Jahre in Folge aus der Finalrunde warf, wurden die beiden Titel dieser Zeit aberkannt sowie alle Punkte der laufenden Saison 2010 gestrichen. Für die Broncos stellte Kapitain Darren Lockyer in dieser Saison einen neuen Rekord auf. Er machte mit seinem 329. Broncos-Spiel so viele Spiele für einen Verein, wie kein Spieler zuvor. Am 12. Juli 2010 gab Bruno Cullen bekannt, dass er seinen Vertrag als COE, der am 31. Dezember 2010 auslief, nicht verlängern würde. Sein Nachfolger wurde Paul White.

### Die 2010er
In der Spielzeit 2010 verpassten die Broncos erstmals seit 1991 den Einzug in die Finalrunde. Für die folgende Saison wurde Anthony Griffin neuer Trainer. Nach einigen enttäuschenden Spielzeiten wurden dieser jedoch wieder von Erfolgscoach Wayne Bennett abgelöst, der die Broncos 2015 im ersten Jahr nach seiner Rückkehr sofort wieder ins Grand Final führte. Dort unterlag man jedoch in einem hochdramatischen Spiel dem Erzrivalen North Queensland Cowboys mit 16-17 in der Verlängerung.
2018 wurde der langjährige Erfolgscoach Wayne Bennett trotz eines ordentlichen sechsten Tabellenplatzes und der Teilnahme an den Finals entlassen. Unter seinem Nachfolger Anthony Seibold konnten die Broncos nicht an die früheren Leistungen anknüpfen und stürzten 2020 sogar auf den letzten Tabellenplatz ab, wodurch ihnen erstmals in der Vereinsgeschichte der Wooden spoon verliehen wurde.

### Die 2020er
Nach dem Tiefpunkt in der Saison 2020 setzten die Broncos auf einen Neuaufbau mit jungen Spielern und konnten sich dadurch wieder als Spitzenteam in der NRL etablieren. Im Jahr 2023 gelang der achte Einzug ins Grand Final, wo man gegen Titelverteidiger Penrith Panthers in einem hochdramatischen Spiel lange Zeit führte, sich am Ende jedoch denkbar knapp mit 24:26 geschlagen geben musste.

## Erfolge und Statistiken

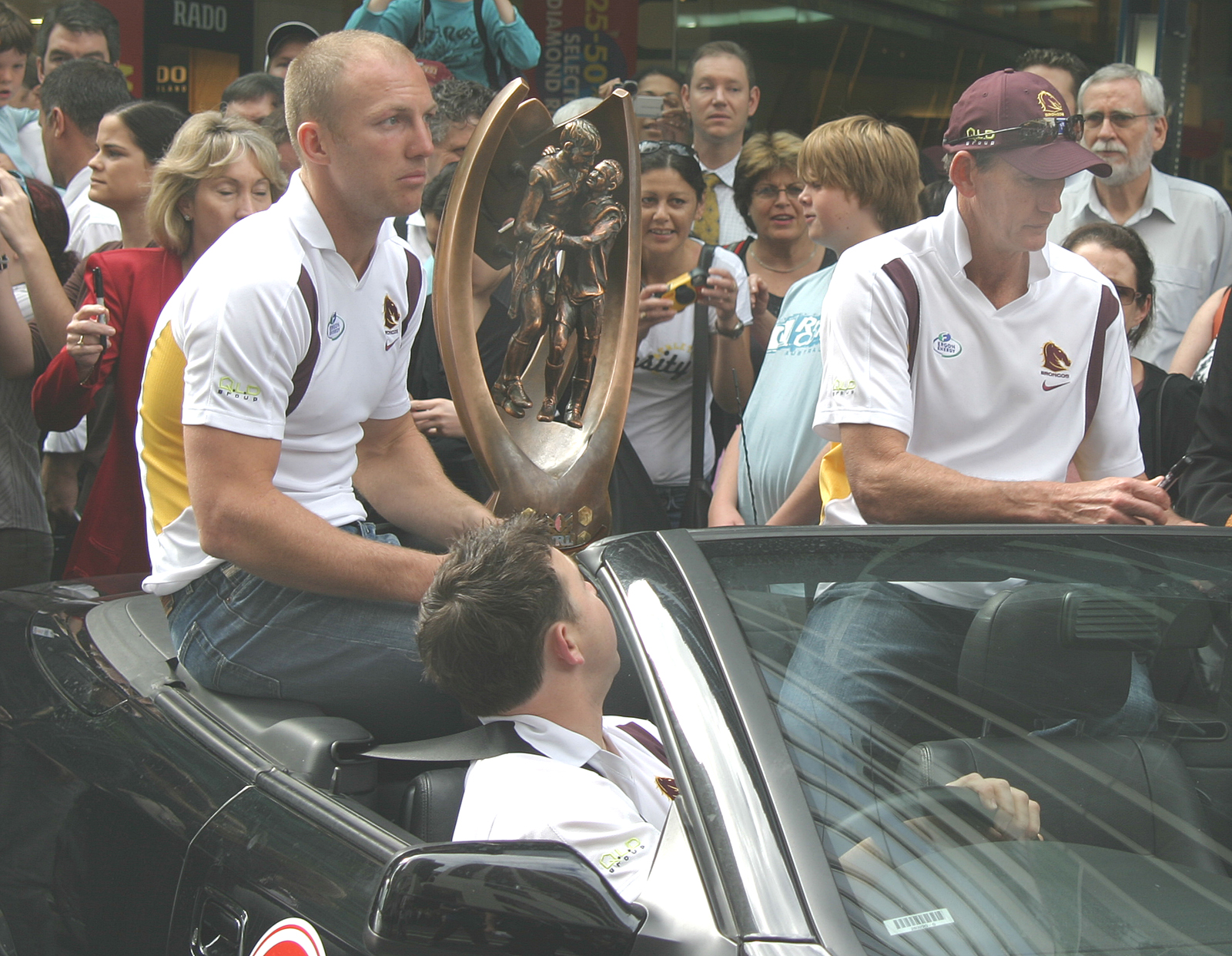
Kapitän Darran Lockyer und Trainer Wayne Bennett mit dem Winfield-Cup nach dem Sieg im Grand Final 2006

### Meisterschaften
| Jahr | Gegner                        | Liga                                     | Ergebnis |
| ---- | ----------------------------- | ---------------------------------------- | -------- |
| 1992 | St. George Dragons            | New South Wales Rugby League Premiership | 28-8     |
| 1993 | St. George Dragons            | New South Wales Rugby League Premiership | 14-6     |
| 1997 | Cronulla-Sutherland Sharks    | Super League                             | 26-8     |
| 1998 | Canterbury-Bankstown Bulldogs | National Rugby League                    | 38-12    |
| 2000 | Sydney Roosters               | National Rugby League                    | 14-6     |
| 2006 | Melbourne Storm               | National Rugby League                    | 15-8     |

### World Club Challenges
| Jahr | Gegner          | Ausgang    | Ergebnis |
| ---- | --------------- | ---------- | -------- |
| 1992 | Wigan Warriors  | Sieg       | 22-8     |
| 1994 | Wigan Warriors  | Niederlage | 14-20    |
| 1997 | Hunter Mariners | Sieg       | 36-12    |
| 2001 | St Helens       | Niederlage | 18-20    |
| 2007 | St Helens       | Niederlage | 14-18    |

### Saisonstatistiken
| Wettbewerb        | Gespielte Spiele | S      | U     | N      | Tabellen- platz | M | R | P | F | W | Trainer         | Kapitän        |
| ----------------- | ---------------- | ------ | ----- | ------ | --------------- | - | - | - | - | - | --------------- | -------------- |
| NSWRL 1988        | 22               | 14     | 0     | 8      | 7 / 16          |   |   |   |   |   | Wayne Bennett   | Wally Lewis    |
| NSWRL 1989        | 22 (1)           | 14 (0) | 0 (0) | 8 (1)  | 5 / 16          |   |   |   |   |   | Wayne Bennett   | Wally Lewis    |
| NSWRL 1990        | 22 (3)           | 16 (1) | 1 (0) | 5 (2)  | 2 / 16          |   |   |   | ♦ |   | Wayne Bennett   | Gene Miles     |
| NSWRL 1991        | 22               | 13     | 0     | 9      | 7 / 16          |   |   |   |   |   | Wayne Bennett   | Gene Miles     |
| NSWRL 1992        | 22 (2)           | 18 (2) | 0 (0) | 4 (0)  | 1 / 16          | ♦ |   | ♦ | ♦ |   | Wayne Bennett   | Allan Langer   |
| NSWRL 1993        | 22 (4)           | 16 (4) | 0 (0) | 6 (0)  | 5 / 16          | ♦ |   |   | ♦ |   | Wayne Bennett   | Allan Langer   |
| NSWRL 1994        | 22 (2)           | 13 (1) | 1 (0) | 8 (1)  | 5 / 16          |   |   |   | ♦ |   | Wayne Bennett   | Allan Langer   |
| ARL 1995          | 22 (2)           | 17 (0) | 0 (0) | 5 (2)  | 3 / 20          |   |   |   | ♦ |   | Wayne Bennett   | Allan Langer   |
| ARL 1996          | 21 (2)           | 17 (0) | 0 (0) | 4 (2)  | 2 / 20          |   |   |   | ♦ |   | Wayne Bennett   | Allan Langer   |
| Super League 1997 | 18 (2)           | 14 (2) | 1 (0) | 3 (0)  | 1 / 10          | ♦ |   | ♦ | ♦ |   | Wayne Bennett   | Allan Langer   |
| NRL 1998          | 24 (4)           | 18 (3) | 1 (0) | 5 (1)  | 1 / 20          | ♦ |   | ♦ | ♦ |   | Wayne Bennett   | Allan Langer   |
| NRL 1999          | 24 (1)           | 13 (0) | 2 (0) | 9 (1)  | 8 / 17          |   |   |   | ♦ |   | Wayne Bennett   | Allan Langer   |
| NRL 2000          | 26 (3)           | 18 (3) | 2 (0) | 6 (0)  | 1 / 14          | ♦ |   | ♦ | ♦ |   | Wayne Bennett   | Allan Langer   |
| NRL 2001          | 26 (3)           | 14 (1) | 1 (0) | 11 (2) | 5 / 14          |   |   |   | ♦ |   | Wayne Bennett   | Gorden Tallis  |
| NRL 2002          | 24 (2)           | 16 (1) | 1 (0) | 7 (1)  | 3 / 15          |   |   |   | ♦ |   | Wayne Bennett   | Gorden Tallis  |
| NRL 2003          | 24 (1)           | 12 (0) | 0 (0) | 12 (1) | 8 / 15          |   |   |   | ♦ |   | Wayne Bennett   | Gorden Tallis  |
| NRL 2004          | 24 (2)           | 16 (0) | 1 (0) | 7 (2)  | 3 / 15          |   |   |   | ♦ |   | Wayne Bennett   | Gorden Tallis  |
| NRL 2005          | 24 (2)           | 15 (0) | 0 (0) | 9 (2)  | 3 / 15          |   |   |   | ♦ |   | Wayne Bennett   | Darren Lockyer |
| NRL 2006          | 24 (4)           | 14 (3) | 0 (0) | 10 (1) | 3 / 15          | ♦ |   |   | ♦ |   | Wayne Bennett   | Darren Lockyer |
| NRL 2007          | 24 (1)           | 11 (0) | 0 (0) | 13 (1) | 8 / 16          |   |   |   | ♦ |   | Wayne Bennett   | Darren Lockyer |
| NRL 2008          | 24 (2)           | 14 (1) | 1 (0) | 9 (1)  | 5 / 16          |   |   |   | ♦ |   | Wayne Bennett   | Darren Lockyer |
| NRL 2009          | 24 (3)           | 14 (2) | 0 (0) | 10 (1) | 6 / 16          |   |   |   | ♦ |   | Ivan Henjak     | Darren Lockyer |
| NRL 2010          | 24               | 11     | 0     | 13     | 10 / 16         |   |   |   |   |   | Ivan Henjak     | Darren Lockyer |
| NRL 2011          | 24 (3)           | 18 (2) | 0 (0) | 6 (1)  | 3 / 16          |   |   |   | ♦ |   | Anthony Griffin | Darren Lockyer |
| NRL 2012          | 24 (1)           | 12 (0) | 0 (0) | 12 (1) | 8 / 16          |   |   |   | ♦ |   | Anthony Griffin | Sam Thaiday    |
| NRL 2013          | 24               | 10     | 1     | 13     | 12 / 16         |   |   |   |   |   | Anthony Griffin | Sam Thaiday    |
| NRL 2014          | 24 (1)           | 12 (0) | 0 (0) | 12 (1) | 8 / 16          |   |   |   |   | ♦ | Anthony Griffin |                |

### Teilnahmen von Spielern am NRL All-Stars Game
| Name           | Position                                   | Teilnahme(n)     | Mannschaft           |
| Israel Folau   | Außendreiviertel                           | 2010             | NRL All Stars        |
| Darren Lockyer | Verbinder                                  | 2010, 2011       | NRL All Stars        |
| Sam Thaiday    | Zweite-Reihe-Stürmer, Dritte-Reihe-Stürmer | 2010, 2012       | Indigenous All Stars |
| Jharal Yow Yeh | Außendreiviertel                           | 2010, 2011, 2012 | Indigenous All Stars |
| Ben Hannant    | Pfeiler                                    | 2011, 2013       | NRL All Stars        |
| Jack Reed      | Innendreiviertel                           | 2012             | NRL All Stars        |
| Justin Hodges  | Innendreiviertel                           | 2012, 2013, 2015 | Indigenous All Stars |
| Scott Prince   | Gedrängehalb                               | 2013             | Indigenous All Stars |
| Corey Parker   | Zweite-Reihe-Stürmer, Dritte-Reihe-Stürmer | 2015             | NRL All Stars        |

## Stadien und Zuschauerzahlen

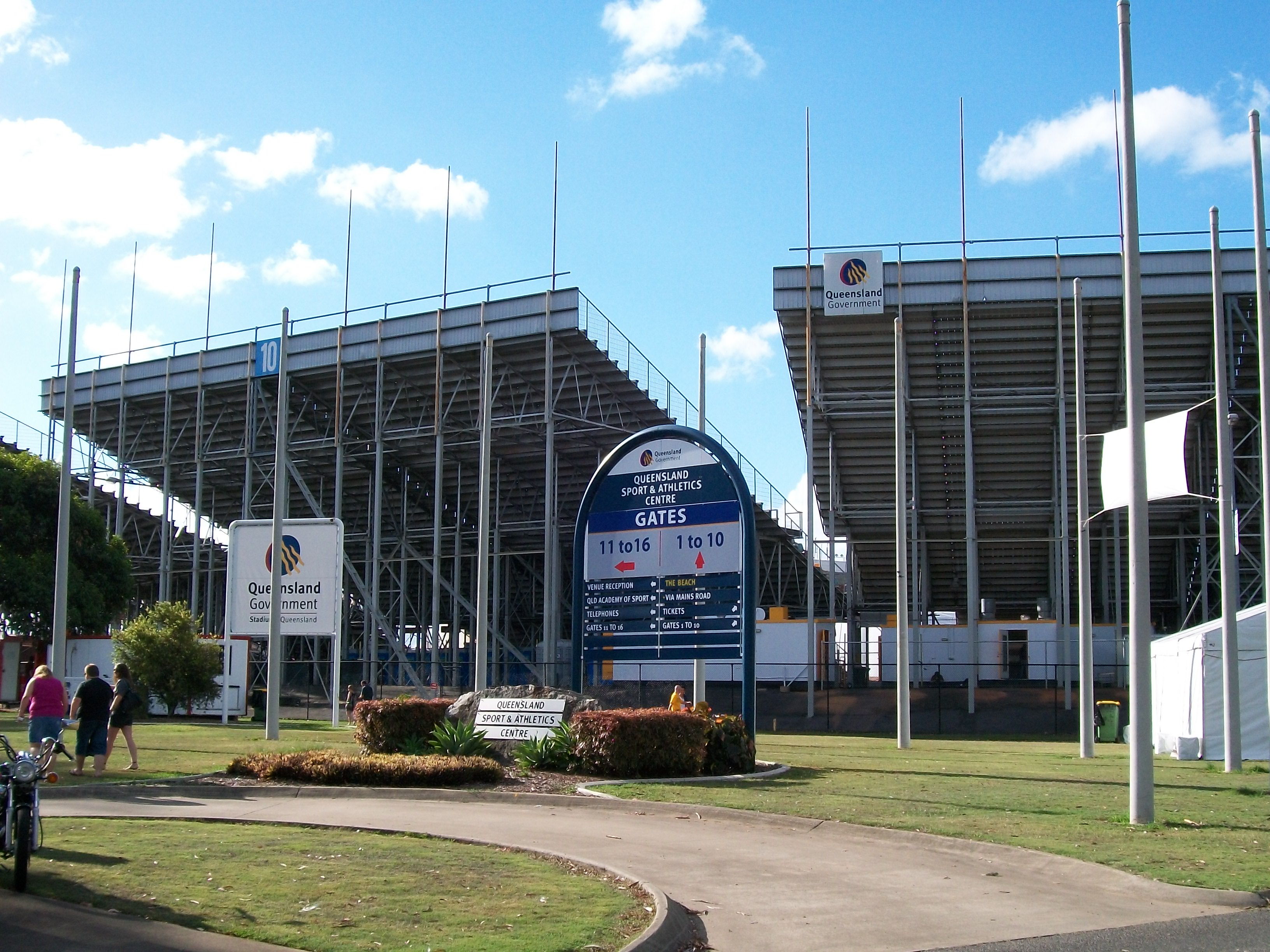
Frontansicht des ANZ Stadium aus dem Jahr 2009. Die Broncos trugen zwischen 1993 und 2003 hier ihre Heimspiele aus

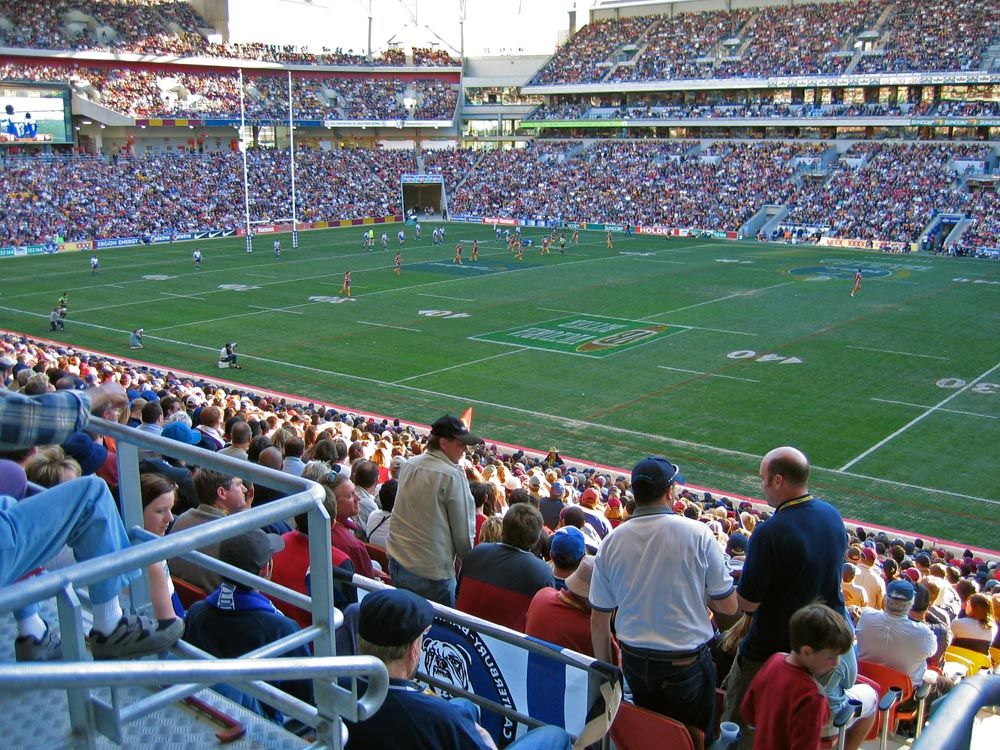
Heimspiel der Broncos im Suncorp Stadium während der Saison 2007

Von 1988 bis 1993 trugen die Broncos ihre Heimspiele im Lang Park in Brisbane aus. Aufgrund von Konflikten mit der Queensland Rugby League und den Lang Park Eigentümern zog der Verein 1993 in das ANZ Stadium ein. Der Zuschauerschnitt stieg daraufhin von etwas über 20.000 Zuschauern auf 43.200 in der Saison 1993. Neben dem Umzug in das neue Stadion war auch der erste Titelgewinn der Broncos in der Saison 1992, der gleichzeitig der erste Titel für eine Mannschaft aus Queensland war, ausschlaggebend für das große Interesse. Trotz des erneuten Titelgewinns 1993 gingen die Zuschauerzahlen kontinuierlich zurück. 1996 waren es nur noch durchschnittlich 23.712 Zuschauer und selbst dieser Wert konnte erst 2002 wieder übertroffen werden.
2001 kündigte die Regierung von Queensland eine umfassende Neugestaltung des Lang Parks an und stellte dafür AU$280 Millionen zur Verfügung. Während der Bauarbeiten wurde auf dem Gelände ein Friedhof aus der zweiten Hälfte des 19. Jahrhunderts entdeckt, was jedoch nichts an der Fertigstellung des Stadions änderte. Die Broncos zogen noch während der laufenden Saison 2003 in das neugestaltete Stadion ein, das bei der Eröffnung den Namen Suncorp Stadium erhielt. Die bessere Lage des Stadions, näher am Zentrum der Stadt, führte zu einem Anstieg der Zuschauerzahlen, die in der Saison 2009 im Durchschnitt 34.587 betrugen.
Der Zuschauerrekord der Broncos bei einem Ligaspiel beträgt 58.593 und stammt aus der Finalrunde des Rekordjahres 1993 gegen die St. George Dragons. Der Rekord für das Suncorp Stadium liegt bei 50.612 und stammt aus dem Halbfinalspiel der Saison 2008 gegen North Queensland.
| Jahr | Heimstadion                   | Durchschn. Zuschauerzahl |
| ---- | ----------------------------- | ------------------------ |
| 1988 | Lang Park                     | 16.111                   |
| 1989 | Lang Park                     | 18.217                   |
| 1990 | Lang Park                     | 22.709                   |
| 1991 | Lang Park                     | 19.463                   |
| 1992 | Lang Park                     | 21.687                   |
| 1993 | ANZ Stadium                   | 43.200                   |
| 1994 | ANZ Stadium                   | 37.705                   |
| 1995 | ANZ Stadium                   | 35.902                   |
| 1996 | ANZ Stadium                   | 23.712                   |
| 1997 | ANZ Stadium                   | 19.298                   |
| 1998 | ANZ Stadium                   | 20.073                   |
| 1999 | ANZ Stadium                   | 22.763                   |
| 2000 | ANZ Stadium                   | 21.239                   |
| 2001 | ANZ Stadium                   | 20.035                   |
| 2002 | ANZ Stadium                   | 20.131                   |
| 2003 | ANZ Stadium & Suncorp Stadium | 24.326                   |
| 2004 | Suncorp Stadium               | 28.667                   |
| 2005 | Suncorp Stadium               | 30.331                   |
| 2006 | Suncorp Stadium               | 31.208                   |
| 2007 | Suncorp Stadium               | 32.868                   |
| 2008 | Suncorp Stadium               | 33.426                   |
| 2009 | Suncorp Stadium               | 34.587                   |
| 2010 | Suncorp Stadium               | 35.032                   |
| 2011 | Suncorp Stadium               | 33.209                   |
| 2012 | Suncorp Stadium               | 33.337                   |
| 2013 | Suncorp Stadium               | 30.480                   |
| 2014 | Suncorp Stadium               | 34.235                   |
| 2015 | Suncorp Stadium               | 36.096                   |

## Vereinslogo und Trikotfarben

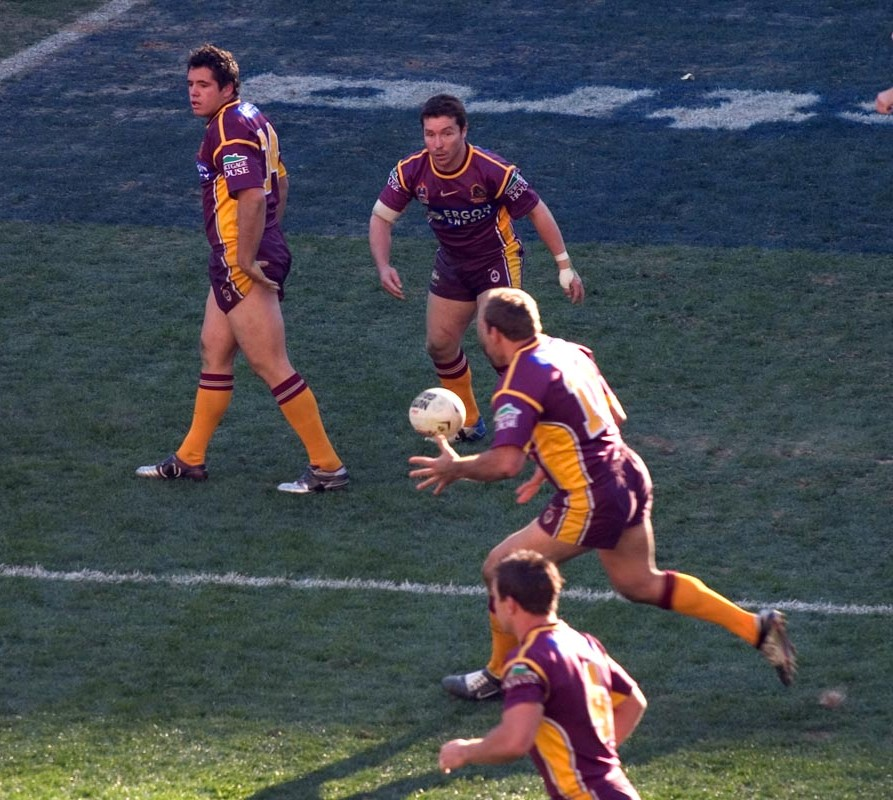
Heimspieltrikots der Broncos in der Saison 2004

Im Rahmen der Vereinsgründung stand anfänglich zur Debatte ob man im Logo des Vereins ein Känguru und ein stilisiertes „Q“ für Queensland verbinden sollte. Doch da die australische Rugby-League-Nationalmannschaft Kangaroos genannt wurde und ebenfalls das Känguru in ihrem Logo trug, wurde die Idee verworfen. Auf der Suche nach einem geeigneten Wappentier einigte man sich darauf, die in Brisbane bisher übliche Tradition der Alliteration beizubehalten, wie sie beispielsweise bei den Brisbane Bullets oder den Brisbane Bears gepflegt wurde. Schließlich entschieden sich die Vereinsväter für den Spitznamen Broncos. Bronco ist die englische Bezeichnung für ein ungezähmtes Pferd, das schwer zu zügeln ist und häufig den Reiter abwirft. Oft sind auch Wildpferde damit gemeint.
Das ursprüngliche Logo der Broncos wurde 1988 vorgestellt. Es war in goldenen Farbtönen gehalten, in Einklang mit den damals verwendeten Trikots, und zeigte ein schnaufendes, muskulöses Pferd sowie den Vereinsnamen. 1999 wurde das Logo ersetzt durch einen bordeauxroten Pferdekopf, der dem Logo des Queensland Rugby-League-Verbandes farblich näher kam und bis heute verwendet wird.
Bordeauxrot, weiß und gold sind die traditionellen Farben der Broncos. In der ersten Saison 1988 war das obere Drittel des Trikots golden, die Mitte bestand aus bordeauxroten und weißen Streifen und das untere Drittel war wieder einfarbig bordeauxrot. Mit diesem ersten Entwurf gab es ein paar Schwierigkeiten aufgrund der Ähnlichkeit zu den Manly-Warringah Sea Eagles und dem Queensland State of Origin Team. Nach einigen Designänderungen und einem zwischenzeitlich hauptsächlich weißen Trikot in den Saisons 1997 und 1998 wurde 2001 den Auswärtstrikots eine blaue Komponente hinzugefügt, die aber später wieder verschwand.

## Unternehmensform und Finanzen

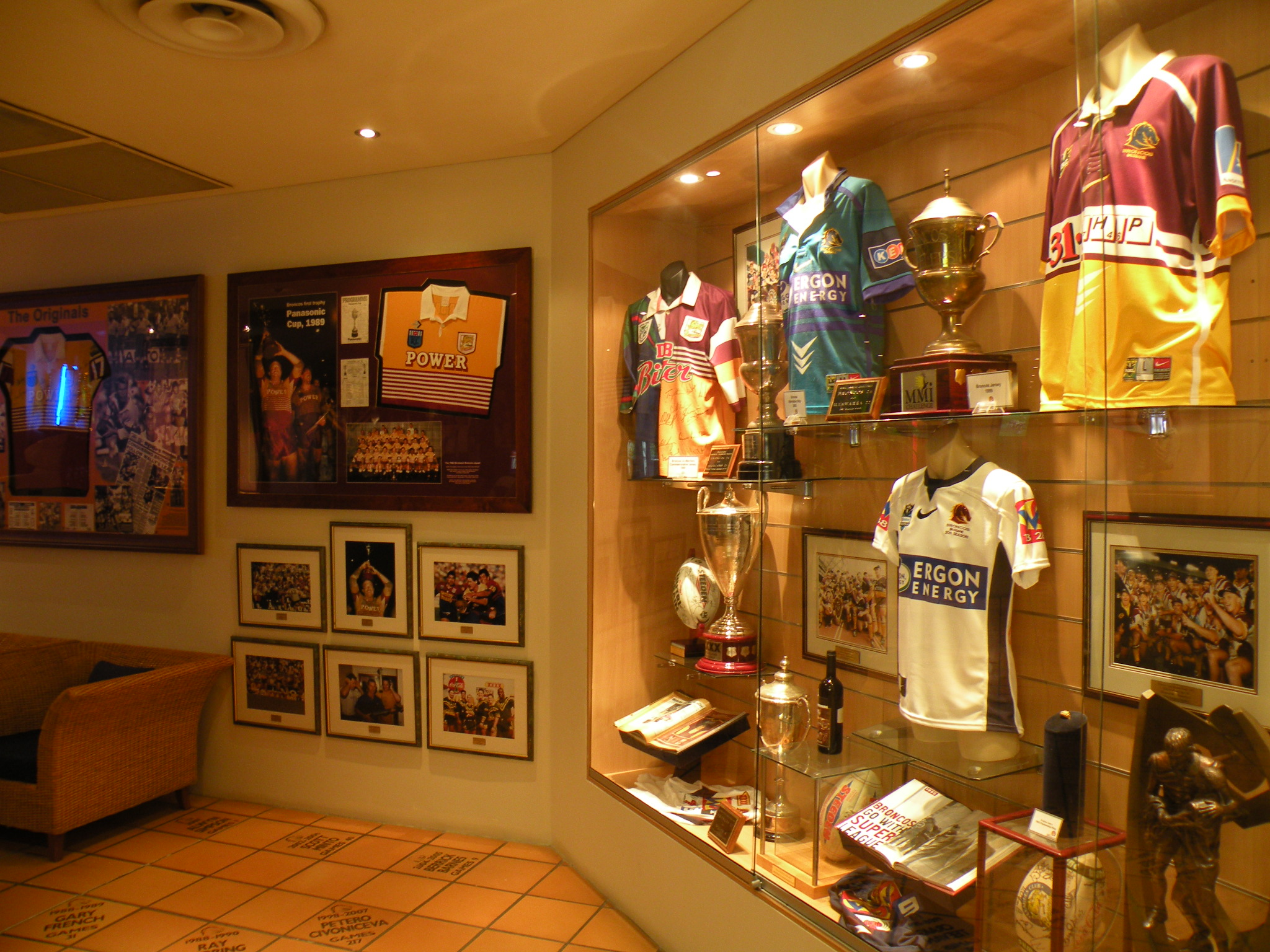
Die Trophäensammlung der Broncos. Auch aufgrund des sportlichen Erfolges schreibt der Verein schwarze Zahlen

Bereits die Gründung der Broncos machte deutlich, dass es sich um ein profitorientiertes Unternehmen handelte. Barry Maranta und Paul Morgan erhielten von der Queensland Rugby League (QRL) den Zuschlag hauptsächlich aufgrund des 30%igen Profitanteils, den sie der QRL zugestanden. Die Broncos wurden am 15. Dezember 1987 als Aktiengesellschaft (Australian Public Company, Limited By Shares) registriert und tragen daher den Zusatz Limited (Ltd.). Seit dem 12. Mai 1989 sind die Brisbane Broncos Ltd. an der Australian Securities Exchange gelistet. Der Preis für eine Aktie rangierte im Jahr 2010 zwischen 30 und 40 Cent.
Mit dem Wechsel des Stadions 2003 stieg der Profit der Brisbane Broncos Ltd. deutlich an. Bei Einnahmen von knapp AU$16 Millionen konnte im Geschäftsjahr 2003 ein Gewinn von AU$313.480,- erwirtschaftet werden. Im Jahr 2004 konnte dieses Ergebnis mit AU$996.210,- mehr als verdreifacht werden. 2005 erzielten die Broncos den höchsten Profit der letzten sieben Jahre. AU$2.321.359 blieben bei Ausgaben von AU$18,75 Millionen am Ende des Geschäftsjahres übrig. Die Einnahmen überschritten erstmals die AU$20 Millionen-Marke. Das Ergebnis 2006 war ähnlich gut. Die folgenden Jahre brachten jedoch kontinuierliche Profitrückgänge. 2007 waren es noch AU$2.163.403,-, im folgenden Jahr AU$1.838.685,- und 2009 wurden AU$1.296.835,- erwirtschaftet. 2009 waren darüber hinaus erstmals die Einnahmen rückläufig. Von AU$25.620.819,- aus dem Jahr 2008 fielen sie auf AU$25.162.252,-. Gründe hierfür sah die Vereinsführung vor allem in der generellen schlechten wirtschaftlichen Lage aufgrund der Finanzkrise ab 2007.
Trotz des Gewinnrückgangs 2009 gab der Verein neue Rekordeinnahmen durch Sponsoren bekannt. Mit AU$6.781.683,- wurde der Wert des Vorjahres um 1,28 % übertroffen. Seit 2008 ist der australische Elektronikhändler WOW Sight and Sound Hauptsponsor der Broncos. Hinzu kommen Sponsorenverträge mit Nike, Toyota und kleineren australischen Unternehmen.